# ATREX
Le moteur ATREX (Air Turbo Ramjet Engine with eXpander cycle) développé au Japon est un projet de moteur à réaction expérimental prérefroidi qui fonctionne comme un turboréacteur à faible vitesse et un statoréacteur à Mach 6,0.
ATREX consomme de l'hydrogène liquide dans un agencement assez exotique à turbine simple. L'hydrogène liquide, carburant, est pompé à travers un échangeur de chaleur dans l'entrée d'air (en), chauffant en même temps l'hydrogène liquide et refroidissant l'air entrant. Ce refroidissement de l'air entrant est essentiel pour obtenir un rendement raisonnable. L'hydrogène passe ensuite à travers un second échangeur de chaleur placé après la section de combustion, où la chaleur d'échappement est utilisée pour chauffer plus l'hydrogène, le transformant en un gaz à très haute pression. Ce gaz passe ensuite à travers les extrémités de la turbine fournissant la puissance d'entraînement de la turbine à vitesses subsoniques. Après mélange avec l'air, l'hydrogène est brûlé dans la chambre de combustion.
Le développement de ce moteur a perdu le focus en faveur du nouveau turboréacteur hypersonique prérefroidi (PCTJ) .